# Фортеця Сисак
Фортеця Сисак (хорватська: Tvrđava Sisak або Stari grad Sisak) — ранньомодернове оборонне укріплення на березі річки Купа до впадання її в Саві. Вона розташована у передмісті сучасного міста Сисак, Сисацько-Мославинської жупанії, центральної Хорватії.
Це трикутна структура, здебільшого з цегли і підтримувана кам'яними частинами. Кожен кут фортеці посилений круглою вежею, покритою конічним дахом. Вежі з'єднані більш ніж 30-метровими товстими стінами з бійницями. Будучи збудованою на березі річки, фортеця має природну лінію оборони з заходу на південний захід, а інші сторони частково охороняються річкою Сава в безпосередній близькості, що протікає на південний схід.
За свою історію фортеця Сисак була пошкоджена кілька разів і згодом була піддана реконструкції. Взагалі, незважаючи на те, що вона потребує оновлення сьогодні, вона знаходиться в хорошому стані. Тут розміщується місцевий міський музей.

## Історія
Фортеця була побудована після все більш загрозливих і руйнівних турецьких нападів на Королівство Хорватія. Будівельні роботи були замовлені єпископом Загреба, власником маєтку, і тривали з 1544 до 1550 рік. Керівником будівництва був Петар (Pietro de Mediolanus) з Мілана і загальні витрати на будівництво оцінюються в більш, ніж 3 300 флоринів (форинтів).
Ставши боснійським пашею в 1591 році, Хасан Паша Предоєвич здійснив кілька нападів на Сисак. Під час своєї останньої кампанії в червні 1593 року його військо у 12 000 османських солдатів обложило фортецю, яку обороняли хорватсько-словенсько-австрійські війська. 22 червня 1593 року паша був поранений і незабаром помер. Ця битва стала поворотним моментом, що означало переривання подальшого османського завоювання.
Після ослаблення османського тиску на хорватські землі у XVII столітті фортеця кілька разів змінювала власників, іноді пошкоджуючись, але відразу ж будучи відновленою. Останній великий збиток стався під час Другої світової війни, оскільки укріплення було пошкоджено снарядами і північно-західна вежа була частково зруйнована.
Сучасний міський музей (заснований в 1951 році) включає в себе також експозиції з археології, етнології, історії культури і нумізматики.

## Галерея

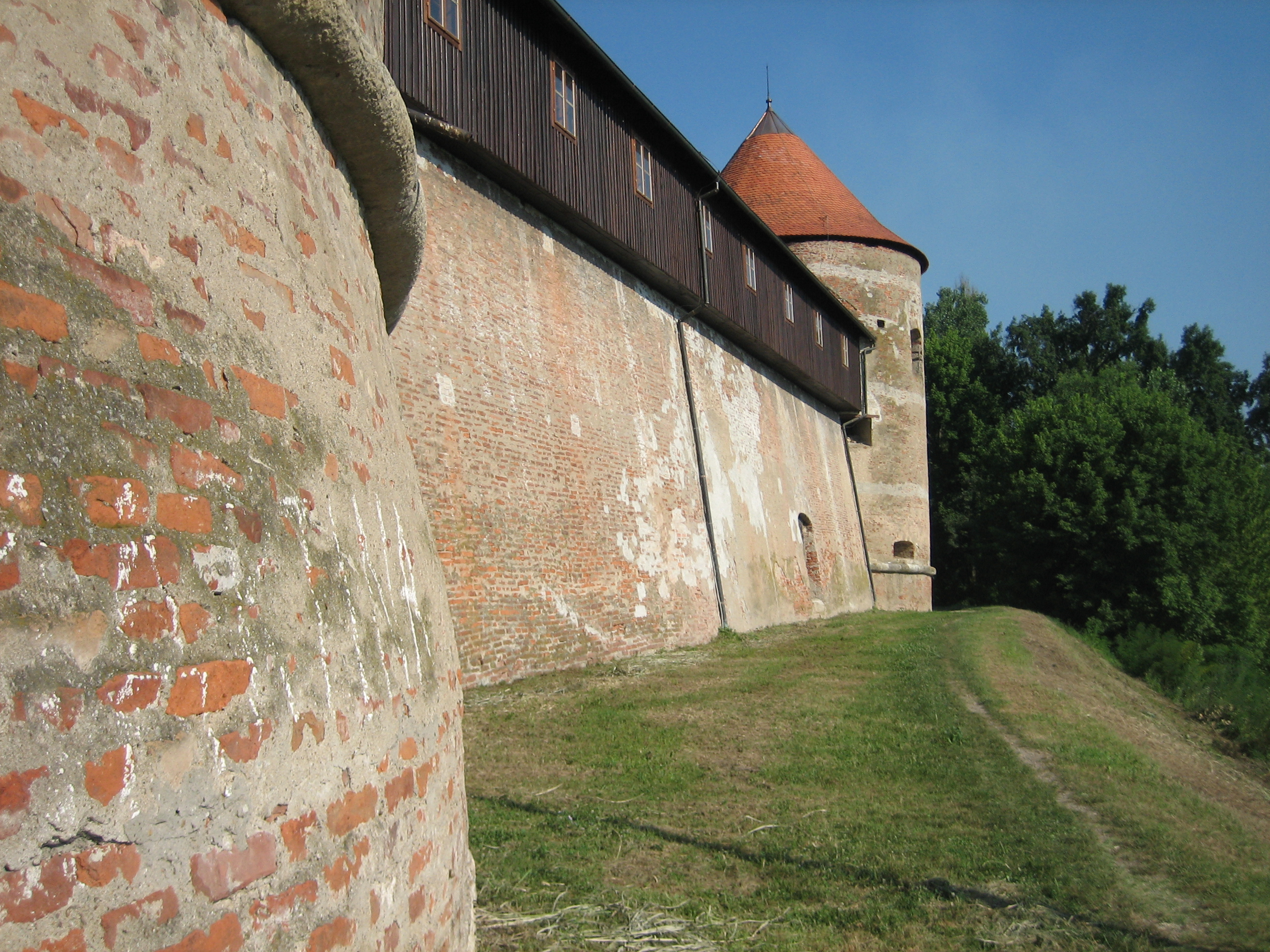
Цегляна стіна
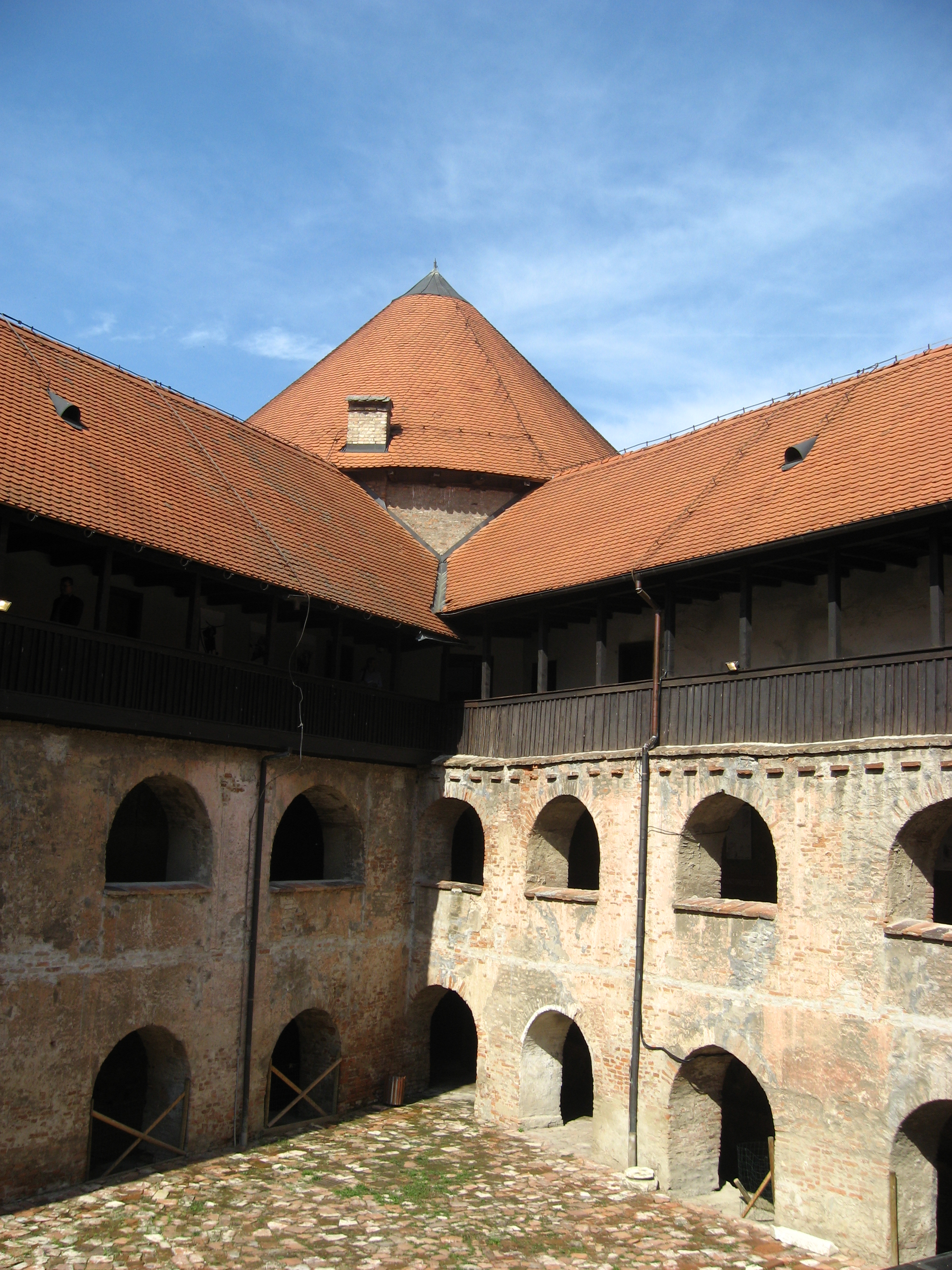
Внутрішній двір
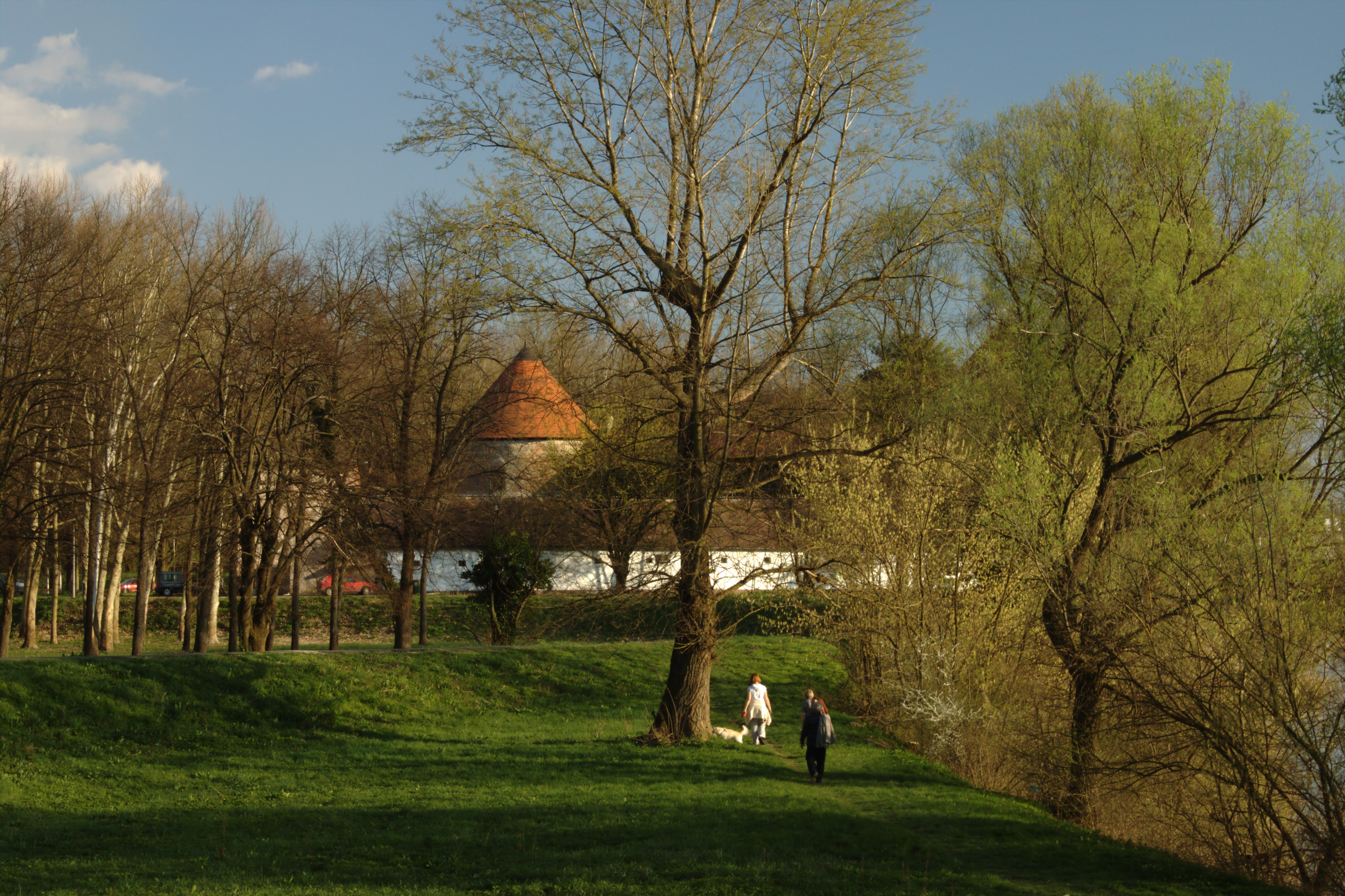
Фортеця оточена деревами